# Gmina Kloštar Podravski
Gmina Kloštar Podravski (chorw. Općina Kloštar Podravski) – gmina w Chorwacji, w żupanii kopriwnicko-kriżewczyńskiej. W 2011 roku liczyła  3306 mieszkańców.